# Abapeba lugubris
Abapeba lugubris là một loài nhện trong họ Corinnidae.
Loài này thuộc chi Abapeba. Abapeba lugubris được Ehrenfried Schenkel-Haas miêu tả năm 1953.